# Serguéi Kopylov
Serguéi Vladímirovich Kopylov –en ruso, Сергей Владимирович Копылов– (Tula, 29 de julio de 1960) es un deportista soviético que compitió en ciclismo en la modalidad de pista, especialista en las pruebas de velocidad y keirin persecución.
Participó en los Juegos Olímpicos de Moscú 1980, obteniendo una medalla de bronce en la prueba de velocidad individual.
Ganó cinco medallas en el Campeonato Mundial de Ciclismo en Pista entre los años 1981 y 1983.

## Medallero internacional
| Juegos Olímpicos   | Juegos Olímpicos         | Juegos Olímpicos  | Juegos Olímpicos         |
| Año                | Lugar                    | Medalla           | Competición              |
| ------------------ | ------------------------ | ----------------- | ------------------------ |
| 1980               | Moscú ( URSS)            | Medalla de bronce | Velocidad individual     |
| Campeonato Mundial |                          |                   |                          |
| Año                | Lugar                    | Medalla           | Competición              |
| 1981               | Brno ( Checoslovaquia)   | Medalla de oro    | Velocidad individual (A) |
| 1981               | Brno ( Checoslovaquia)   | Medalla de bronce | 1 km contrarreloj (A)    |
| 1982               | Leicester ( Reino Unido) | Medalla de oro    | Velocidad individual (A) |
| 1983               | Zúrich ( Suiza)          | Medalla de oro    | 1 km contrarreloj (A)    |
| 1983               | Zúrich ( Suiza)          | Medalla de plata  | Velocidad individual (A) |